# Koduru, Chik Ballapur
Koduru là một làng thuộc tehsil Chik Ballapur, huyện Kolar, bang Karnataka, Ấn Độ.